# Helicopsyche grenadensis
Helicopsyche grenadensis är en nattsländeart som beskrevs av Oliver S. Flint Jr. och Sykora 1993. Helicopsyche grenadensis ingår i släktet Helicopsyche och familjen Helicopsychidae. Inga underarter finns listade i Catalogue of Life.